# Acanthocera coarctata
Acanthocera coarctata är en tvåvingeart som först beskrevs av Christian Rudolph Wilhelm Wiedemann 1828.  Acanthocera coarctata ingår i släktet Acanthocera och familjen bromsar. Inga underarter finns listade i Catalogue of Life.